# نعرت
نعرت (ايضًا تعرف ب نيت) كانت ملكة مصرية قديمة في عهد الأسرة السادسة، و زوجة الملك تتي.
| N35 | D36 | M17 | X1 | O4 |

| N35 | D36 | M17 | X1 | O4 |

## هوية
في عام 2010، قاد الدكتور زاهي حواس جهود التنقيب التي اكتشفت هرمًا تابعًا مجاورًا لهرم تيتي. وافترض حواس أن هذا الهرم المكتشف حديثًا قد يكون ملكًا للملكة سيشيشت والدة الملك تيتي، لكن لا توجد معلومات مؤكدة تدعم هذا الادعاء. ومع ذلك، في يناير 2021، ظهرت أدلة تثبت خطأ هذه النظرية القائمة منذ فترة طويلة. تم اكتشاف اسم نعرت لأول مرة على جدار معبدها، كما تم نقشه على مسلة مقلوبة بالقرب من مدخل موقع دفنها، مما يؤكد أن الهرم التابع بني لها. 

## المعبد الجنائزي
وعند التنقيب في مجمع الدفن، تم اكتشاف أنه لم يكن مجرد معبد ومقبرة للملكة، بل كان أيضًا مكانًا للدفن. ومن أهم الاكتشافات كان أكثر من 50 تابوتًا خشبيًا في 52 عمودًا للدفن يعود تاريخها إلى عصر الدولة الحديثة، بالإضافة إلى بردية يبلغ طولها 13 قدمًا تحتوي على نصوص من كتاب الموتى. وبحسب الخبراء، فإن التوابيت التي عثر عليها في ممرات الدفن، تحمل بقايا أتباع طائفة كانت تعبد الملك تيتي، وقد تشكلت هذه العبادة بعد وفاته، ويعتقد أنها استمرت لأكثر من ألف عام. من المحتمل أن أعضاء الطائفة اعتبروا أنه شرف أن يُدفن بالقرب من الملك.